# ایشارتو
ایشارتو الهه‌ای بین‌النهرینی بود که ذات شرافت در نظر گرفته می‌شد.

## شخصیت
ایشارتو ذات الهی شرافت در نظر گرفته می‌شد. جولیا کرولاو را همتای مونث میشارو توصیف می‌کند. ولکرت هاس معتقد بود در سنت ماری آنها را دوقلو می‌دانستند. در فهرست خدای آن = آنوم (لوح III، سطر ۲۴۷) آن دو همسر هم هستند. مانفرد کربرنیک استدلال می‌کند که آن دو نماد مفهوم قانون و عدالت بودند.
همچون میشارو، ایشارو نیز به حلقه خدایان مربوط با ادد تعلق داشت.

## پرستش
خدایی به نام ایشار که با ایشارتو همسان پنداشته می‌شد، نخستین بار در نامهای تئوفوری دوره اکدی باستان دیده می‌شود.